# Svit
Svit (em húngaro: Szvit) é uma cidade da Eslováquia, situada no distrito de Poprad, na região de Prešov. Tem 4,5 km² de área e sua população em 2018 foi estimada em 7.790 habitantes.

## Demografia
| Ano:        | 1994 | 2004   | 2014   | 2024   |
| ----------- | ---- | ------ | ------ | ------ |
| Broj ljudi: | 7563 | 7460   | 7739   | 7717   |
| Razlika:    |      | -1,36% | +3,73% | -0,28% |

| Ano:               | 2023 | 2024   |
| ------------------ | ---- | ------ |
| Número de pessoas: | 7686 | 7717   |
| Diferença:         |      | +0,40% |